# Tôn Thất Hiệp (tướng nhà Nguyễn)
Tôn Thất Hiệp còn có tên là Tôn Thất Cáp (尊室鉿, 01 tháng 01, 1809– 12 tháng 04, 1862), là một đại thần nhà Nguyễn trong lịch sử Việt Nam.

## Thân thế và sự nghiệp
Tôn Thất Hiệp sinh ngày mùng 01 tháng Chạp năm Kỷ Tỵ (1809) tại Phú Xuân. Ông là cháu nội của Lạng Giang Quận công Tôn Thất Hội, một công thần của chúa Nguyễn Phúc Ánh, và là cháu ngoại của Tổng trấn Nguyễn Văn Thành.
Cha ông chưa tra được, chỉ biết mẹ ông bà Nguyễn Thị Viên.
Trước khi vào Gia Định, Tôn Thất Hiệp lần lượt trải các chức vụ:
Năm 1841: Thự lang trung bộ Lại.
Năm 1842: Thự án sát Khánh Hòa.
Năm 1845: Hữu thị lang bộ Hộ.
Năm 1848: Tuần phủ Ninh Bình.
Năm 1853: Tổng đốc An Tịnh.
Năm 1856: Hộ bộ thượng thư.

## Sự nghiệp kháng Pháp

### Thời điểm vào Nam
Tôn Thất Hiệp vào Nam Kỳ vào lúc nào, đang tồn tại hai ý kiến:
- Một là, ông đã có mặt trước ngày 17 tháng 2 năm 1859, là khoảng thời gian quân Pháp chuẩn bị tấn công thành Gia Định. Sách Việt sử tân biên (Quyển 5, Tập thượng) chép:

Gia Định thành thất thủ, Hộ đốc Võ Duy Ninh thắt cổ tự vẫn, Án sát Lê Từ cũng tự vận chết...Tôn Thất Hiệp rút quân qua Biên Hòa.
- Hai là, ông được cử vào ngay sau khi thành Gia Định thất thủ (ngày 17 tháng 2 năm 1859), như GS. Nguyễn Phan Quang đã viết:

Nghe tin Gia Định thất thủ, triều đình Huế vẫn chủ trương để đại quân phòng ngự Đà Nẵng, chỉ phái Thượng thư bộ Hộ Tôn Thất Hiệp mang 1.500 quân vào đóng ở Biên Hòa.

### Cách ứng phó
Sách Monographie de la province de Gia Đinh (Chuyên khảo về tỉnh Gia Định), không nói rõ thời điểm Tôn Thất Hiệp vào Nam Kỳ, tác giả chỉ cho biết sau khi thành Gia Định thất thủ, ông đã có mặt tại làng Chí Hòa, cách Sài Gòn, khoảng 5km. Lược kể:
Ở đó, Tôn Thất Hiệp cho xây đắp Đồn Tiền trên con đường đi Tây Ninh, và Đồn Hữu và Đồn Tả ở hai bên, cách nhau khoảng 400m. Công việc xây đắp này kéo dài trong hai tháng, trong khi quân Pháp kéo về đóng ở Sài Gòn, tướng Hiệp đã không làm gì để ngăn cản. Hai bên chỉ quan sát và thăm dò nhau.
Cuộc đụng độ đầu tiên xảy ra vào ngày 10 tháng 4 năm 1859 lúc 6 giờ sáng tại Phú Thọ. Quân Việt xuất phát từ sáng sớm ở Đồn Tiền đi đến Chợ Lớn. Họ nghe tiếng quân kỵ mã nhưng không nhìn thấy được, vì sương mai và vì các bụi cỏ cao. Đến khi thấy khoảng 10 lính Pháp hiện ra, quân Việt liền nổ súng. Một lính kỵ mã bị trúng đạn, số lính còn lại bắn trả. Quân Việt rút chạy về Phú Thọ, sau khi chết hết 10 người, trong đó có trưởng toán tuần tiễu tên Thoại và một người làm chức cai tên Cốc. Cuộc giao chiến này kéo dài chưa được 30 phút...
Sau trận đó đến hết năm, không có cuộc giao tranh nào khác. Tướng Tôn Thất Hiệp nhận thêm quân tiếp viện, nhưng cũng chỉ để củng cố đồn lũy, đề phòng các cuộc tấn công sắp tới. Nhưng quân Pháp trong thời gian này không có khả năng tấn công. Phó đô đốc Rigault de Genouilly bị bệnh phải trở về Pháp vào ngày 1 tháng 11 năm 1859, nhường quyền chỉ huy lại cho Đề đốc Page. Ông này cũng bị gọi sang Trung Hoa với một số quân, nên quyền chỉ huy giao lại cho thiếu tá Daries với khoảng 700 binh sĩ...
Mãi đến những ngày đầu tháng 4 năm 1860, quân Việt ở Chí Hòa được mật báo sẽ xảy ra một cuộc tấn công của Pháp. Mấy ngày sau, vào sáng ngày 16 tháng 4 đại pháo của quân Pháp bắn về phía Đồn Cây Mai và Đồn Hữu. Quân Việt bắn trả, nhưng một lúc sau khẩu đại pháo duy nhất bảo vệ đồn bị bắn hạ và quân Pháp tấn công vào đồn. Quân Việt chống trả mãnh liệt, nhưng sau khi viên chỉ huy là Trần Tương Tư bị trúng một phát đạn vào đầu, thì quân Việt mới tháo chạy hết về Đồn Tiền. Trận này, quân Việt chết khoảng 50 người chết và bị quân Pháp chiếm lấy đồn.
Thừa thắng, quân Pháp muốn chiếm ngay Đồn Tiền, nhưng đồn này được phòng thủ khá vững chắc. Một hố rộng bao quanh thành, các vật dẫn hỏa, những cây gỗ lởm chởm nhiều mũi nhọn chất đầy trên mặt đồn, sẵn sàng rơi xuống đầu đối phương khi họ leo lên tấn công.
Tính cả số quân ở Đồn Hữu chạy sang, thì Đồn Tiền có khoảng 1.500 người. Lúc 8 giờ (tài liệu không ghi ngày tháng), quân Pháp tấn công dưới làn đạn pháo và các chướng ngại vật của Đồn Tiền và Đồn Tả. Sau hai giờ chiến đấu quyết liệt, làm thiệt hại mỗi bên khoảng 20 người, quân Pháp rút về Đồn Hữu.
Đến 3 giờ chiều, họ trở lại Đồn Cây Mai. Dưới thành Đồn Tiền có 6 xác thủy quân Pháp bị giết ở những lỗ châu mai khi họ tìm cách đột nhập vào đồn. Quân Việt cho mang xác bỏ vào một đảo nhỏ tên Mật Cật ở bên cạnh.
Cùng ngày tướng Tôn Thất Hiệp cho quân thông báo về Huế tin chiến thắng. Triều đình gởi tiền bạc vào để khen thưởng quân sĩ...

### Thất bại
Nhưng chỉ ít lâu sau, vào tháng 6 năm 1860, Tôn Thất Hiệp bị thất trận ở Miếu Hội đồng (thôn Tân Triêm, huyện Bình Dương) và ở đồn Kiểng Phước (Chợ Lớn) khi ông chỉ huy quân đánh chiếm lại, nên bị giáng chức và mất quyền chỉ huy....
Tương tự, sách Việt sử tân biên (Quyển 5, Tập thượng) chép: 
Lúc này, quân Việt rút về Cây Mai, Kiểng Phước, dưới quyền chỉ huy của Tôn Thất Hiệp và Phạm Thế Hiển. Triều đình thấy chiến sự Nam Kỳ có vẻ nghiêm trọng, liền cử Nguyễn Tri Phương vào Nam với chức kinh lược đại thần để điều khiển mọi việc . Tới nơi, ông thấy Cây Mai và Kiểng Phước vừa thất thủ liền truyền lịnh bắt đóng gông hai tướng bại trận.
Sau khi thất trận Chí Hòa, ông bị án trảm giam hậu. Năm 1862, ông được phục chức Thị lang bộ Binh, để vào Nam Kỳ tiếp tục kháng Pháp. Nhưng đến Bình Thuận thì ông lâm bệnh rồi mất vào tháng Giêng năm Nhâm Tuất (1862) lúc 52 tuổi.

## Nhận xét
Trích ý kiến của:
- GS. Nguyễn Phan Quang:

Theo như nhận định của các nhà nghiên cứu, "một cuộc giải phóng đất nước đã mở ra". Nhưng tướng nhà Nguyễn chỉ huy mặt trận Gia Định là Tôn Thất Hiệp lại chủ trương " án binh bất động" để "làm nản lòng địch". Do vậy, thời cơ đánh bật quân xâm lược ra khỏi bờ cõi bị bỏ qua.
- Nhà nghiên cứu Nguyễn Đình Đầu:

Hèn lâu, số quân Pháp ở Sài Gòn không quá 300 tên, trong lúc số quân mà Tôn Thất Hiệp cầm trong tay nhiều hơn gấp hai chục lần, chưa kể dân dũng trong tỉnh Gia Định và các tỉnh khác kéo đến tiếp ứng. Vậy mà Tôn Thất Hiệp chỉ lo bao vây không chịu quyết liệt tấn công...